# Stare Strącze
Stare Strącze (niem. Alt Strunz) – wieś w Polsce, położona w województwie lubuskim, w powiecie wschowskim, w gminie Sława.
W latach 1975–1998 miejscowość administracyjnie należała do województwa zielonogórskiego.

## Integralne części wsi
| SIMC    | Nazwa         | Rodzaj     |
| ------- | ------------- | ---------- |
| 0913806 | Krzydłowiczki | przysiółek |

## Zabytki
Do wojewódzkiego rejestru zabytków wpisane są:
- kościół parafialny pod wezwaniem św. Jadwigi, renesansowy z początku XVII w. Wewnątrz epitafia dzieci Sigismunda von Rechenberga i Anny von Canitz: 
  - córki von Rechenberg (zm. 1586) z herbami rodowymi (po lewej) von: Rechenberg, Unruhe, i macierzystymi (po prawej) von: Kanitz, Niebelschutz
  - syna von Rechenberg (zm. 1584) z herbami rodowymi (po lewej) von: Rechenberg, Unruhe, i macierzystymi (po prawej) von: Kanitz, Niebelschutz, oraz
  - Bernharda von  Klüx z herbami rodowymi (po lewej) von: Klüx, Metzrade, Rechenberg/ Haugwitz (?)  Stentzsch; i macierzystymi (po prawej) von: Gersdorf,  Gersdorf, Kottwitz, Braun[7].

- park dworski z XIX w.
  - budynki dworskie, z połowy XIX/XX w.
    - oficyna
    - spichlerz

inne zabytki
- Dwór w Starym Strączu z XIX w.
  - ogrody należące niegdyś do właściciela dworu
- stara gorzelnia XIX w.
- ruiny bunkrów poniemieckich
- głaz narzutowy "Mietek".

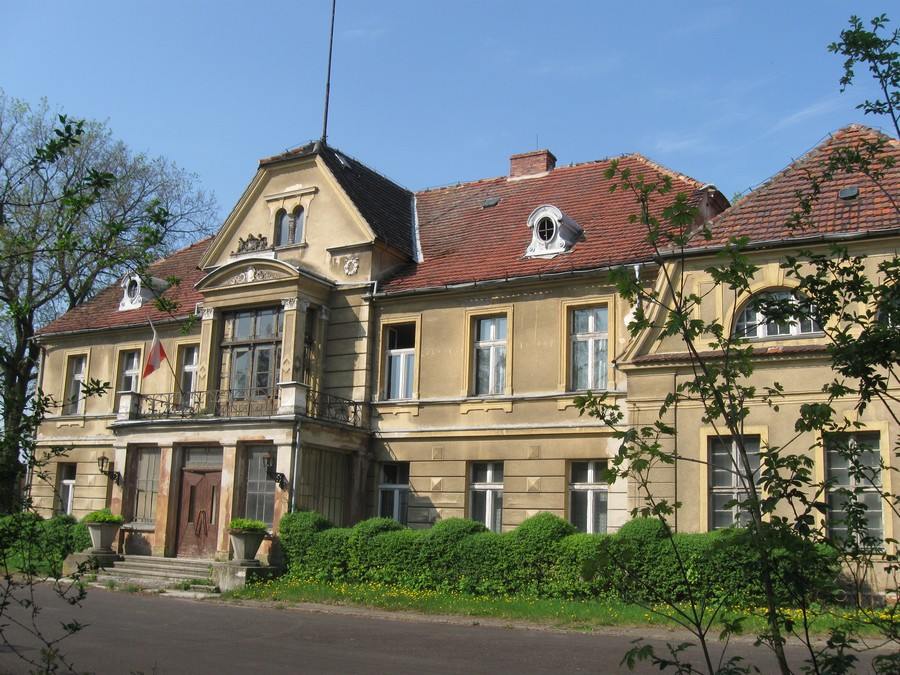
Dwór w Starym Strączu
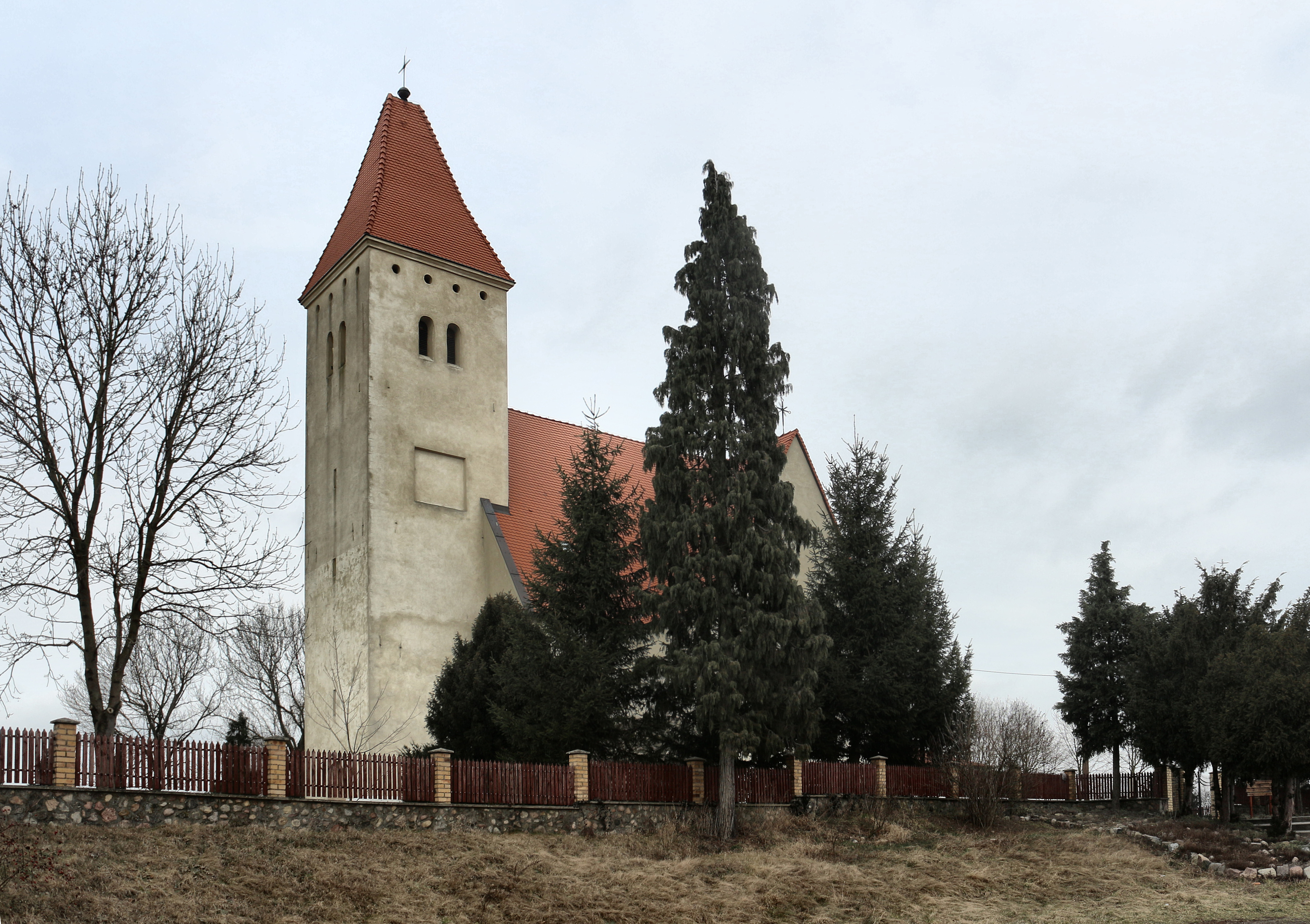
Kościół